# Hamden (Connecticut)

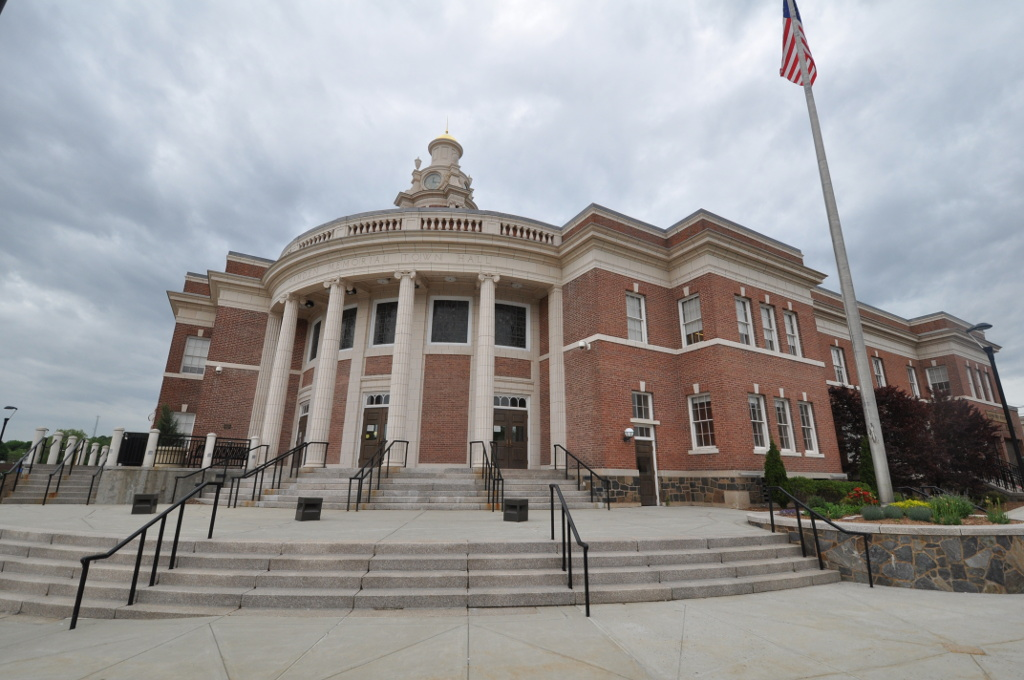
Hamden Memorial Town Hall.

Hamden é uma cidade no condado de New Haven, Connecticut, Estados Unidos. O apelido da cidade é "The Land of the Sleeping Giant" ("A Terra do Gigante Adormecido"). A população era de 60.960 no censo de 2010.

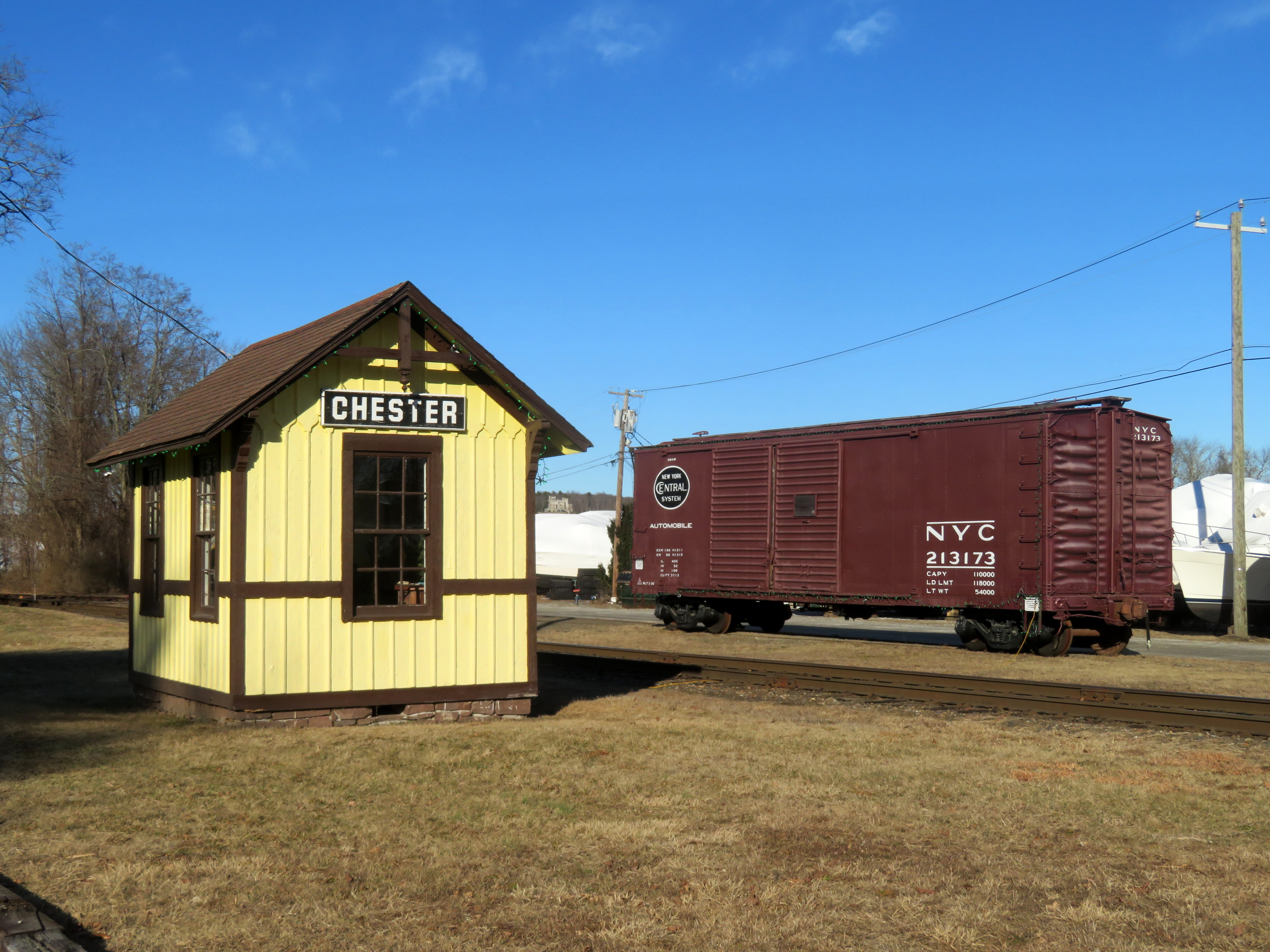
Antiga estação "Quinnipiack" em Chester.

## Histórico
Hamden foi comprado por William Christopher Reilly e o reverendo John Davenport em 1638 da tribo de nativos local Quinnipiack. Foi estabelecido pelos puritanos como parte da cidade de New Haven. Permaneceu parte de New Haven até 1786, quando 1.400 residentes locais incorporaram a área como uma cidade separada, batizando-a em homenagem ao estadista inglês John Hampden.